# Hilde Gerg
Mathilde Gerg (conocida como Hilde Gerg; Lenggries, 19 de octubre de 1975) es una deportista alemana que compitió en esquí alpino; campeona olímpica en Nagano 1998.
Participó en tres Juegos Olímpicos de Invierno, obteniendo dos medallas en Nagano 1998, oro en eslalon y bronce en la combinada, el octavo lugar en Lillehammer 1994 (combinada) y el cuarto en Salt Lake City 2002 (descenso).
Ganó cuatro medallas en el Campeonato Mundial de Esquí Alpino entre los años 1997 y 2005. En la Copa del Mundo consiguió veinte victorias y 59 podios en total.
Fue la abanderada de Alemania en la ceremonia de apertura de los Juegos Olímpicos de Salt Lake City 2002.

## Palmarés internacional
| Juegos Olímpicos   | Juegos Olímpicos    | Juegos Olímpicos  | Juegos Olímpicos |
| Año                | Lugar               | Medalla           | Prueba           |
| ------------------ | ------------------- | ----------------- | ---------------- |
| 1998               | Nagano (Japón)      | Medalla de oro    | Eslalon          |
| 1998               | Nagano (Japón)      | Medalla de bronce | Combinada        |
| Campeonato Mundial |                     |                   |                  |
| Año                | Lugar               | Medalla           | Prueba           |
| 1997               | Sestriere (Italia)  | Medalla de bronce | Supergigante     |
| 1997               | Sestriere (Italia)  | Medalla de bronce | Combinada        |
| 2001               | St. Anton (Austria) | Medalla de bronce | Supergigante     |
| 2005               | Bormio (Italia)     | Medalla de oro    | Equipo mixto     |